# Ottilie von Faber-Castell
Sophie Ottilie von Faber (Stein, 6 settembre 1877 – Norimberga, 28 settembre 1944) è stata un'imprenditrice tedesca.

## Vita
Ottilie era la figlia maggiore del barone Wilhelm von Faber (1851-1893) e di sua moglie, Bertha Faber (1856-1940), nata a New York. Le sue due sorelle furono: Sophie (1878-1951) che sposò il tenente generale bavarese Karl von Hirschberg, e Hedwig (1882-1937) moglie poi del maggiore prussiano Wolfgang, principe di Castell-Rüdenhausen (1875-1930).
In quanto nipote di Lothar von Faber, Ottilie ereditò inizialmente un vasto patrimonio immobiliare dalla fondazione di famiglia dopo la morte prematura di suo padre nel 1896. L'azienda A. W. Faber passò inizialmente alla vedova di Lothar, Ottilie senior. Nel 1898 Ottilie sposò il conte Alexander zu Castell-Rüdenhausen (1866-1928), che sua nonna Ottilie senior fece diventare direttore e socio nel 1900. Ciò comportò il cambio nome all'azienda in Faber-Castell. Con la morte di Ottilie senior nel 1903, l'azienda passò anche nelle mani di Ottilie con suo marito che rimase amministratore delegato. Nel 1917 Ottilie divorziò da Alexander, rendendolo proprietario dell'azienda. Nel 1918 si risposò con il barone Philipp von Brand zu Neidstein (1868-1935). Dal matrimonio con Alexander nacquero cinque figli:
- contessa Elisabeth von Faber-Castell (1899-1986)

∞ Hubert Frommel
∞ Nikolaus von Bismarck-Schönhausen, nipote del cancelliere tedesco Otto
∞ Max Buchegger
- contessa Maria Gabrielle "Mariella" von Faber-Castell (1900-1985)

∞ principe Max Hugo di Hohenlohe-Öhringen
∞ Lüder Lahmann
- conte Wolfagang (nato e morto nel 1902)
- contessa Irmengard von Faber-Castell (1904-1972)

∞ Friedrich Wilhelm Hornstein
∞ Karlheinz Licht
- Roland, conte von Faber-Castell (1905-1978).

∞ Alix-May von Frankenberg u Ludwigsdorf
∞ Katharina Sprecher von Bernegg

## Discendenza
Suo figlio Roland fu l'ultimo proprietario unico dell'azienda Faber-Castell; dal primo matrimonio di Roland con Alix-May von Frankenberg und Ludwigsdorf, membro della dinastia di banchieri Oppenheim, è nato Hubertus von Faber-Castell, che ha portato la televisione commerciale in Cina in una joint venture con lo Stato  cinese. Lo Stato  cinese ha poi acquistato la quota del 50% del conte. Da allora, la televisione pubblica cinese è stata gestita esclusivamente dallo Stato. Anton-Wolfgang von Faber-Castell, un altro nipote di Ottilie, nato dal secondo matrimonio di Roland con Katharina Sprecher von Bernegg, guidò l'azienda Faber-Castell in ottava generazione per oltre 40 anni. Nel corso di questo ha acquistato molte azioni da fratelli e sorelle per ottenere un potere decisionale esclusivo, mentre la bisnipote Floria-Franziska von Faber-Castell è la moglie del principe Donato d'Assia, nipote di Mafalda di Savoia.

## Nella cultura di massa
La vita di Ottilie è la trama di un film con il suo nome, diretto nel 2019 da Claudia Garde. In Italia è stato trasmesso su Rai 1, con il sottotitolo "Una donna coraggiosa".